# Grands Prix automobiles de la saison 1908
1907 1909

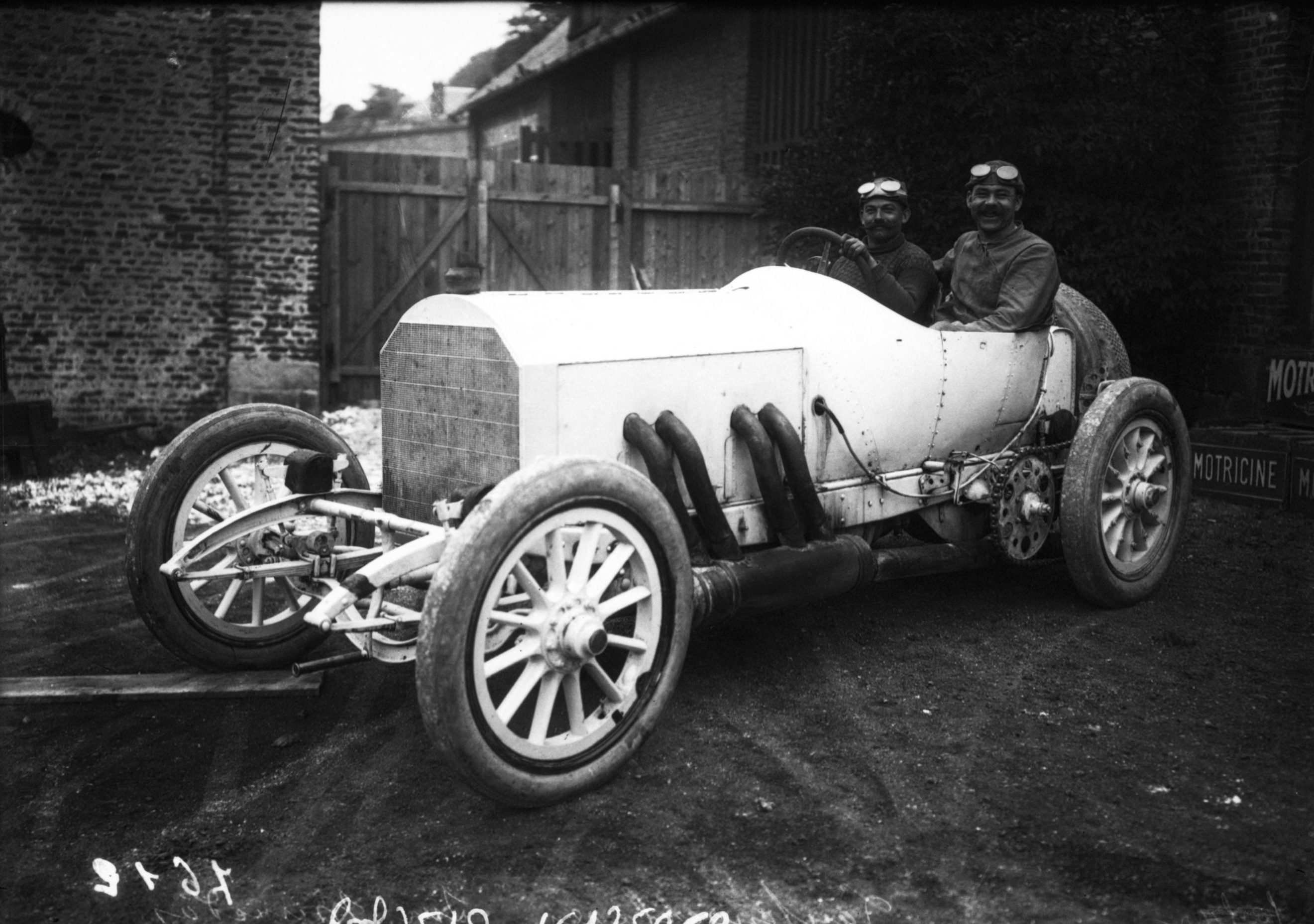
Christian Lautenschlager dans sa Mercedes au grand prix de France en 1908

La saison de Grands Prix automobiles 1908 est la troisième saison de Grand Prix de l'histoire du sport automobile. Elle comportait une seule Grande Épreuve : le Grand Prix de France.

## Grands Prix de la saison

### Grandes Épreuves
| Grand Prix                                | Circuit | Date      | Pilote vainqueur         | Constructeur vainqueur | Résultats |
| ----------------------------------------- | ------- | --------- | ------------------------ | ---------------------- | --------- |
| Grand Prix de l'Automobile Club de France | Dieppe  | 7 juillet | Christian Lautenschlager | Mercedes               | Résultats |

### Autres Grands Prix
| Grand Prix               | Circuit              | Date         | Pilote vainqueur        | Constructeur vainqueur | Résultats |
| ------------------------ | -------------------- | ------------ | ----------------------- | ---------------------- | --------- |
| Targa Florio             | Madonies             | 18 mai       | Vincenzo Trucco         | Isotta-Fraschini       | Résumé    |
| Coupe de Catalogne       | Baix Penedès         | 28 mai       | Giosuè Giuppone         | Peugeot                | Résumé    |
| Moscou-Saint Petersbourg | -                    | 1er juin     | Victor Hémery           | Benz                   | Résumé    |
| Course d'Itapecerica     | Itapecerica da Serra | 26 juillet   | Sílvio Álvares Penteado | Fiat                   | Résumé    |
| Coppa Florio             | Bologne              | 6 septembre  | Felice Nazzaro          | Fiat                   | Résumé    |
| Coppa della Velocità     | Bologne              | 7 septembre  | Jean Porporato          | Berliet                | Résumé    |
| Tourist Trophy           | Île de Man           | 24 septembre | William Watson          | Napier-Hutton          | Résumé    |
| Coupe des Voiturettes    | Compiègne            | 27 septembre | Louis Naudin            | Sizaire-Naudin         | Résumé    |
| Coupe Vanderbilt         | Long Island          | 24 octobre   | George Robertson        | Locomobile             | Résumé    |
| Grand Prix d'Amérique    | Savannah             | 26 novembre  | Louis Wagner            | Fiat                   | Résumé    |

- N.B : en italique, les courses de voiturettes